# Kleinschmiedstraße 22 (Stralsund)

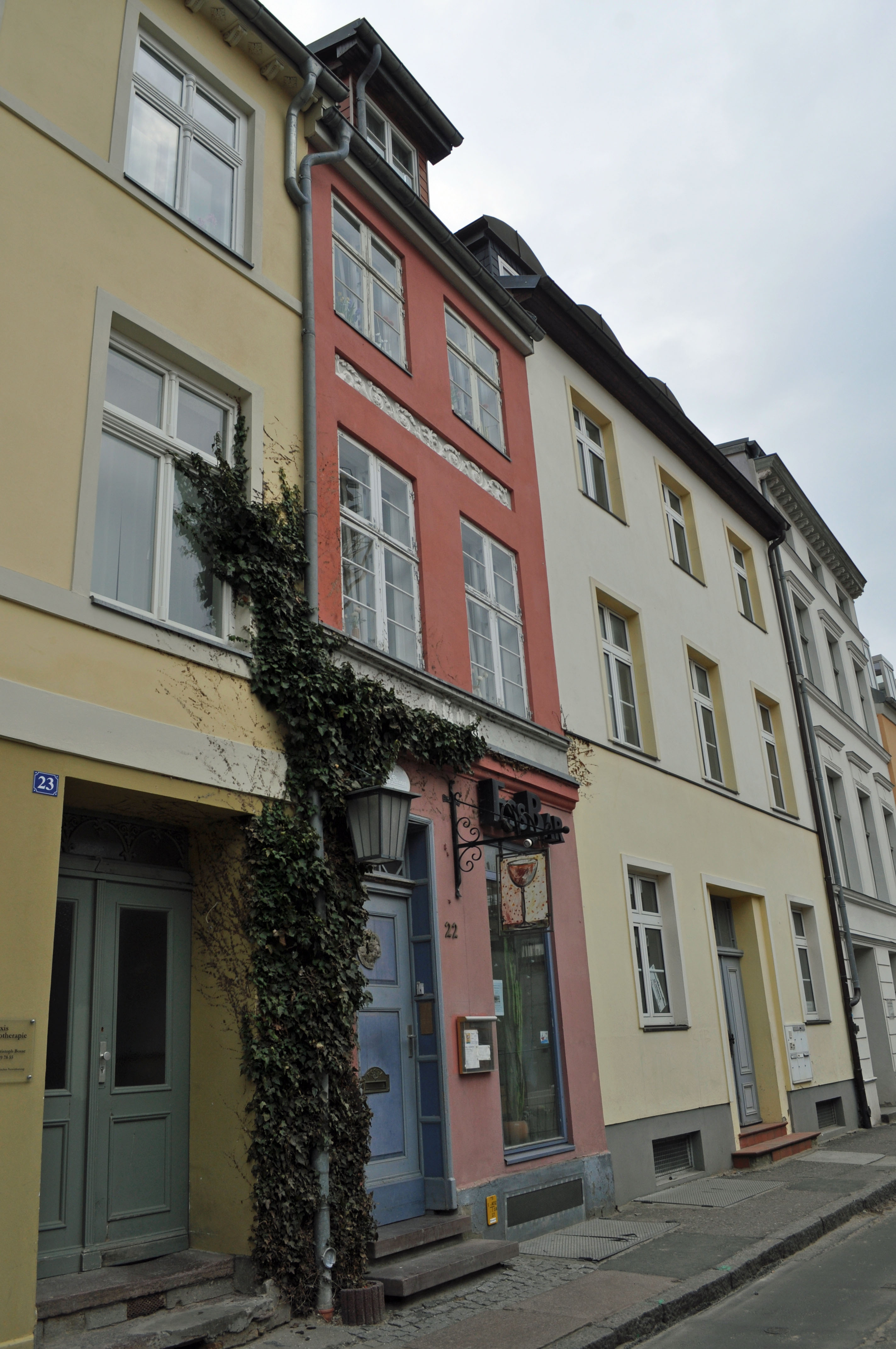
Das Haus Kleinschmiedstraße 22 in Stralsund (2012)

Das Haus mit der postalischen Adresse Kleinschmiedstraße 22 ist ein unter Denkmalschutz stehendes Gebäude in der Kleinschmiedstraße in Stralsund.
Das dreigeschossige und zweiachsige Traufenhaus wurde in der zweiten Hälfte des 18. Jahrhunderts errichtet. Die Fassade ist verputzt und schlicht gestaltet; in der Mitte des 19. Jahrhunderts wurde sie verändert und erhielt dabei einen Palmettenfries über dem Erdgeschoss und einen Akanthusfries über dem ersten Obergeschoss.
Das Wohnhaus liegt im Kerngebiet des von der UNESCO als Weltkulturerbe anerkannten Stadtgebietes des Kulturgutes „Historische Altstädte Stralsund und Wismar“. In die Liste der Baudenkmale in Stralsund ist es mit der Nummer 406 eingetragen.